# Griffinia
Griffinia es un género  de plantas herbáceas, perennes y bulbosas perteneciente a la familia Amaryllidaceae. Comprende 25 especies.

## Descripción
El género más estrechamente relacionado con él es el monotípico Worsleya. Los miembros del género Griffinia son bulbosas, plantas tropicales que crecen con altos niveles de humedad. Las hojas son de color verde, pecioladas, elípticas, a veces con manchas blancas. Las flores son típicas de la tribu - de color lila o de color azul (aunque también son de color blanco) y se presentan en una umbela. Muchos de los miembros de este género se encuentran en peligro debido a la desforestación de su hábitat.

## Taxonomía
El género fue descrito por  John Bellenden Ker Gawler y publicado en Bot. Reg. 1820. La especie tipo es: Griffinia hyacinthina (Ker Gawl.) Ker Gawl.

## Especies aceptadas
A continuación se brinda un listado de las especies del género Griffinia aceptadas hasta agosto de 2011, ordenadas alfabéticamente. Para cada una se indica el nombre binomial seguido del autor, abreviado según las convenciones y usos.
- Griffinia alba K.D.Preuss & Meerow
- Griffinia aracensis Ravenna
- Griffinia arifolia Ravenna
- Griffinia colatinensis Ravenna
- Griffinia concinna (Mart. ex Schult. & Schult.f.) Ravenna
- Griffinia cordata K.D.Preuss & Meerow
- Griffinia espiritensis Ravenna
- Griffinia gardneriana (Herb.) Ravenna
- Griffinia hyacinthina (Ker Gawl.) Ker Gawl.
- Griffinia ilheusiana Ravenna
- Griffinia intermedia Lindl.
- Griffinia itambensis Ravenna
- Griffinia leucantha K.D.Preuss
- Griffinia liboniana E.Morren
- Griffinia mucurina Ravenna
- Griffinia nocturna Ravenna
- Griffinia ornata T.Moore
- Griffinia parviflora Ker Gawl.
- Griffinia paubrasilica Ravenna
- Griffinia rochae G.M.Morel
- Griffinia rostrata Ravenna